# جون هيرفي كروزير
جون هيرفي كروزير هو محامي وسياسي أمريكي، ولد في 10 فبراير 1812 في نوكسفيل في الولايات المتحدة، وتوفي بنفس المكان في 25 أكتوبر 1889. نشط حزبياً في حزب اليمين والحزب الديمقراطي. وقد انتخب عضو مجلس نواب تينيسي ‏ وانتخب عضو مجلس النواب الأمريكي ‏.